# Ernest Renauld
Pour les articles homonymes, voir Renauld.
Ernest Renauld, né à Vierzon le 16 octobre 1869 et mort en janvier 1939, est un journaliste et essayiste catholique français connu pour son antiprotestantisme.

## Biographie
Ernest Renauld collabore à de nombreux journaux départementaux tels que le Messager du Cher. En 1898, dans une lettre à Paul Déroulède, il se déclare « patriote, antisémite [...] et, naturellement, antidreyfusard ».
L'antiprotestantisme affirmé par Renauld à partir de 1898 s'inscrit en effet dans le contexte de l'affaire Dreyfus, où bon nombre de protestants soutinrent le capitaine Dreyfus.
En avril 1900, il rachète un journal en déclin, Le Pays, et tente sans succès d'en faire l'organe de l'antiprotestantisme. À la même époque, il fréquente des ligues catholiques telles que le comité Justice-Égalité, l'Union nationale et le Sillon.
Il dirige ensuite la Délivrance puis, entre 1904 et 1911, Le Soleil, célèbre journal royaliste.
Après la Première Guerre mondiale, il vit retiré près de Bourges et publie une Histoire populaire de la guerre en trois volumes. Royaliste mais opposé à l'Action française, il rédige en 1936 un ouvrage à charge contre le mouvement de Charles Maurras.

## Théories
Pour Renauld, les juifs, francs-maçons et protestants ont contracté une alliance contre les nations catholiques pour assurer leur suprématie dans le monde entier. Ainsi, il dénonce « l'oligarchie huguenote », faisant référence à certains hauts postes de la fonction publique occupés par des protestants (Haute société protestante). Pour Renauld, il y a une sur-représentation du protestantisme à certains lieux de la société, il soutient de plus que si « un protestant s'en va ; un autre vient à sa place ». D'où sa dénonciation d'un péril protestant.

## Œuvres
- Le Péril protestant, 1899.
- La Conquête protestante, 1900.
- L'Action française contre l'Église catholique et contre la monarchie, 1936.